# Verkehrsgeschichtliche Blätter
Die Verkehrsgeschichtlichen Blätter, Untertitel: Informationen für Freunde der Verkehrsgeschichte, sind eine deutsche Zeitschrift zum Thema Geschichte des Schienenverkehrs. Chefredakteur ist Michael Günther. Die zweimonatlich erscheinende Zeitschrift wird vom Verein Verkehrsgeschichtliche Blätter e. V. mit Sitz in Berlin herausgegeben, dessen Vorsitzender der Autor Wolf-Dietger Machel ist.
Themenschwerpunkte sind Eisenbahnen vor allem im Raum Berlin/Brandenburg und der öffentliche Nahverkehr im Berliner Raum. Vorrangig geht es um geschichtliche Aspekte.
Die Zeitschrift erscheint seit 1974. Sie ging aus einem internen Mitteilungsblatt der Arbeitsgemeinschaft Verkehrsgeschichte des Deutschen Modelleisenbahnverbandes (DMV) der DDR hervor. Aufgrund der presserechtlichen Bestimmungen der DDR durfte das Blatt zunächst nicht öffentlich erscheinen, sondern war mit einem Vermerk versehen, dass es nur zum internen Gebrauch innerhalb des DMV bestimmt sei. Dennoch fand die Zeitschrift auch darüber hinaus Leser. 1984 wurden die Verkehrsgeschichtlichen Blätter in das Presseverzeichnis der DDR aufgenommen und erschienen seitdem auch formal öffentlich. Neben der damals in unregelmäßigen Abständen etwa sieben- bis achtmal jährlich erscheinenden Zeitschrift wurden mehrere Sonderbroschüren Verkehrsgeschichtliche Blätter Extra herausgegeben, die sich einzelnen Themenschwerpunkten widmeten.
Das Blatt überstand die politische Wende in der DDR und die Wiedervereinigung und wird seit Ende 1990 vom Verein Verkehrsgeschichtliche Blätter e. V. herausgeben und verlegt. Die Autoren arbeiten ehrenamtlich.
Chefredakteure:
- Hans-Joachim Hütter (1974–1988)
- Hans-Joachim Pohl (1989–1993)
- Michael Günther (1994–2024)
- Axel Mauruszat (seit 2024)